# Hans-Joachim Erwe
Hans-Joachim Erwe (* 21. Juli 1956 in Bochum; † 9. November 2014 in Fröndenberg/Ruhr) war ein deutscher Musikpädagoge und Musikwissenschaftler.

## Wissenschaftliche Karriere
Nach dem Abitur am Otto-Hahn-Gymnasium in Herne absolvierte Erwe an der Universität Osnabrück ein Lehramtsstudium mit den Fächern Musikpädagogik und Germanistik. An der Universität Hamburg studierte er die Fächer Historische und Systematische Musikwissenschaft. Promoviert wurde er mit einer Arbeit über Musik nach Eduard Mörike, die 1987 veröffentlicht wurde. Sein Referendariat absolvierte Erwe am Albertus-Magnus-Gymnasium in Friesoythe. Bis 1993 arbeitete er als Studienrat an der Gesamtschule Fröndenberg. Nach seiner Tätigkeit als Wissenschaftlicher Mitarbeiter und Akademischer Rat an der Universität Hildesheim wirkte Erwe an der Bergischen Universität Wuppertal, von 2001 bis 2003 zunächst als Vertretungsprofessor, nach seinem Ruf 2003 schließlich als Universitätsprofessor für Musikpädagogik.

## Tätigkeitsschwerpunkte
Erwe forschte sowohl im Bereich der Musikpädagogik als auch der historischen Musikwissenschaft. Schwerpunkte seiner Arbeit waren die Didaktik und Methodik des Musikunterrichts an allgemeinbildenden Schulen sowie die Musikgeschichte des späten 19. und des 20. Jahrhunderts, vor allem im Bereich Literatur und Musik. Hinzu kommen Arbeiten zur populären Musik sowie zur Musikpsychologie. Erwe wirkte auch als praktischer Musiker und Chorleiter.

## Werke (Auswahl)
- Musik nach Eduard Mörike. Teil 1 und 2. Verlag der Musikalienhandlung Wagner, Hamburg 1987 (zugl. Univ. Diss.).
- (als Herausgeber gem. mit Claudia Bullerjahn): Das Populäre in der Musik des 20. Jahrhunderts. Wesenszüge und Erscheinungsformen. Olms, Hildesheim 2001.